# Staatsgreep in Mali (2012)
Op 21 maart 2012 pleegde het leger van het Afrikaanse land Mali een staatsgreep door in de hoofdstad Bamako verschillende locaties aan te vallen, waaronder het presidentiële paleis en de staatstelevisie. De soldaten, die zeiden dat ze het Comité National pour la Restauration de la Démocratie et la République (Nationaal Comité voor het Herstel van de Democratie en de Republiek) hadden gevormd, claimden de volgende dag dat ze de regering van Amadou Toumani Touré hadden afgezet omdat de president zou zijn ondergedoken. Bij de staatsgreep zou een onduidelijk aantal doden en gewonden zijn gevallen.

## Achtergrond
De staatsgreep vormde de climax na weken van protesten tegen de overheid van Mali. De soldaten waren ontevreden over de steun van de overheid, omdat deze te weinig wapens en middelen zou verstrekken om te kunnen vechten tegen de rebellen in het noorden.

## Effect op noordelijke rebellie
De staatsgreep speelde rebellerende Toearegs in het noorden van Mali in de kaart. Zij konden door het ontstane machtsvacuüm hun opmars nog verder voortzetten. Op 31 maart veroverden ze Gao, en op 1 april meldden ze de stad Timboektoe, de laatste stad in het noorden die nog niet in hun handen was, te hebben omsingeld. De stad werd later die dag nog ingenomen.

## Internationale reacties
De Wereldbank, de Afrikaanse Ontwikkelingsbank en de Europese Commissie schortten hun economische steun op. Ook werd door de Afrikaanse Unie het lidmaatschap van Mali tijdelijk opgeschort.
Nadat het ultimatum, dat door de ECOWAS was ingesteld verliep, begonnen er sancties tegen Mali. Onder andere werden de tegoeden bij Centrale Bank van West-Afrikaanse Staten bevroren en landsgrenzen gesloten. Omdat Mali de meeste aardolie uit Ivoorkust importeert, krijgt het mogelijk een probleem met de stroom, omdat de meeste elektriciteit wordt gegenereerd door dieselmotoren.